# Sigmund von Birken
Sigmund von Birken, född 25 april 1626 i Wildstein vid Eger, död 12 juni 1681 i Nürnberg, var en tysk skald.  
Birken var lärare för åtskilliga furstliga personer och anslöt sig till Georg Philipp Harsdörffers och Johann Klajs poetiska skola och blev efter den förres död 1662 "oberhirt" för skaldesällskapet "Die Schäfer an der Pegnitz". Han skrev Festspiele och lyriska dikter i nämnda skolas pedantiska och fadda smak.